# Flannery O’Connor

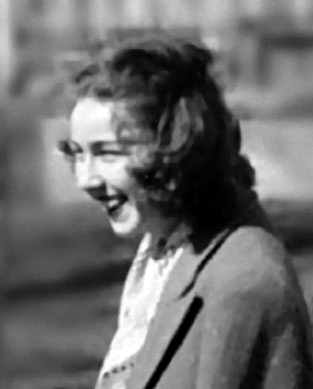
Flannery O’Connor, 1947

Mary Flannery O’Connor (* 25. März 1925 in Savannah, Georgia; † 3. August 1964 in Baldwin County, Georgia) war eine US-amerikanische Schriftstellerin.

## Leben
Flannery O’Connor war das einzige Kind von Edward Francis O’Connor und Regina Lucille (geb. Cline) O’Connor. 1937 wurde bei ihrem Vater die Krankheit Lupus erythematodes festgestellt. Er starb am 1. Februar 1941, als Flannery 15 Jahre alt war. Lupus kam in der O’Connor-Familie gehäuft vor. Flannery O’Connor war am Boden zerstört und sprach in ihrem späteren Leben fast nie mehr von ihm.
O’Connor beschrieb sich selbst als ein „Einzelkind mit Taubenzehen und einem fliehenden Kinn und einem Lass-mich-in-Ruhe-oder-ich-beiß-dich-Komplex“. Als O’Connor fünf Jahre alt war, brachte sie einem Huhn bei, rückwärts zu gehen. Dadurch lernte sie zum ersten Mal kennen, wie es ist, berühmt zu sein. Die Leute von Pathé News verwendeten ihre dressierten Hühner für den Film „Little Mary O’Connor“ und zeigten den Film im ganzen Land. Sie sagte: „Das war das Spannendste, was mir je passiert ist. Seitdem ging es nur noch bergab.“
O’Connor besuchte die Peabody Laboratory School, wo sie 1942 ihren Abschluss machte. Dann ging sie auf das Georgia State College for Women, wo sie Englisch und Soziologie studierte (letzteres war eine Perspektive, die sie in ihrem Roman The Violent Bear It Away satirisch verarbeitete). 1946 wurde Flannery O’Connor in den angesehenen Iowa Writers’ Workshop aufgenommen.
1949 lernte O’Connor Robert Fitzgerald kennen und nahm schließlich eine Einladung an, bei ihm und seiner Frau Sally in Redding, Connecticut, zu wohnen.
1951 wurde auch bei ihr Lupus erythematodes diagnostiziert. Daraufhin kehrte sie zu dem Bauernhaus Andalusia ihrer Vorfahren in Milledgeville zurück. Die Ärzte gaben ihr nur noch fünf Jahre; tatsächlich lebte sie noch fast 15 Jahre. In Andalusia hielt sie um die 100 Asiatische Pfauen. Fasziniert von Vögeln aller Arten, züchtete sie Enten, Hühner, Gänse und alle Arten von exotischen Vögeln, die sie bekommen konnte. Oft nahm sie auch Abbildungen von Pfauen in ihre Bücher auf. Sie beschreibt ihre Pfauen in einem Aufsatz mit dem Titel „Der König der Vögel“. Trotz ihres behüteten Lebens kommt in ihren Schriften ihr unglaubliches Verständnis aller Nuancen menschlichen Verhaltens zum Ausdruck. Sie lebte zwar in den vorwiegend protestantischen amerikanischen Südstaaten, war aber selbst eine sehr strenggläubige Katholikin. Sie sammelte Bücher über katholische Theologie und hielt manchmal Vorlesungen über Glauben und Literatur, wozu sie trotz ihres anfälligen Gesundheitszustandes weite Reisen unternahm. So reiste sie 1958 nach Lourdes und nach Rom, wo sie von Papst Pius XII. gesegnet wurde. O’Connor korrespondierte mit vielen Menschen, unter anderem mit so berühmten Schriftstellern wie Robert Lowell und Elizabeth Bishop. Sie hat nie geheiratet, sie war zufrieden mit ihren Briefpartnern und dem engen Verhältnis zu ihrer Mutter.
O’Connor vollendete über zwei Dutzend Kurzgeschichten und zwei Romane, während sie an Lupus erkrankt war. Sie starb am 3. August 1964 im Alter von 39 Jahren an durch Lupus hervorgerufenen Komplikationen im Baldwin County Hospital und wurde in Milledgeville in Georgia beerdigt. Regina Cline O’Connor überlebte ihre Tochter um viele Jahre und starb 1995.

## Werk
O’Connor verfasste zwei Romane und 31 Kurzgeschichten sowie eine Reihe von Buchbesprechungen und Kommentaren. Sie war eine Südstaatenschriftstellerin in der Art von William Faulkner, schrieb im Southern-Gothic-Stil, wählte bevorzugt regionale Schauplätze und – wie immer wieder gesagt wird – groteske Charaktere. Sie meinte dazu, „alles was aus dem Süden kommt, wird von Lesern aus dem Norden immer grotesk genannt, es sei denn es ist wirklich grotesk, dann wird es als realistisch bezeichnet“ (Mystery and Manners: Occasional Prose 40). Ihre Texte spielen oft im Süden; sie drehen sich um moralisch fragwürdige Charaktere, während die Rassenfrage sich im Hintergrund abzeichnet.
Kennzeichnend für sie ist es, dass sie den Leser das künftige Geschehen recht deutlich ahnen lässt, ehe es sich dann ereignet. Jedes ihrer Werke endet verstörend und ironisch.
Ihre zwei Romane waren Wise Blood (1952) und The Violent Bear It Away (1960). Sie veröffentlichte auch noch zwei Bücher mit Kurzgeschichten: A Good Man Is Hard to Find and Other Stories (1955) und Everything That Rises Must Converge (1965 nach ihrem Tod veröffentlicht).
Da sie ihr Leben lang eine gläubige Katholikin war, sind ihre Schriften zutiefst beeinflusst durch Sakramentales und durch die thomistische Vorstellung, dass die Welt von Gott bestimmt wird. Dennoch schrieb sie keine apologetische Fiktion, wie sie in der zeitgenössischen katholischen Literatur vorherrschte. Sie war der Meinung, es müsse ohne erhobenen Zeigefinger aus dem Geschriebenen deutlich werden, was der Autor sagen wollte.
Sie schrieb ironische, raffiniert allegorische Literatur über scheinbar rückständige Charaktere aus dem Süden, meistens fundamentalistische Protestanten, deren Charakter sich so ändert, dass sie sich nach ihrer Vorstellung dem katholischen Denken nähern. Diese Veränderung wird oft bewirkt durch Schmerz, Gewalt und groteskes Verhalten bei der Suche nach dem Heiligen. Wie grotesk die Umstände auch sind, sie versucht ihre Charaktere so zu porträtieren, dass sie der göttlichen Gnade teilhaftig werden können. Dies schloss eine sentimentale Auffassung der Gewalt in ihren Geschichten aus, wie auch die ihrer eigenen Krankheit. O’Connor schrieb: „Die Gnade verändert uns und diese Veränderung ist schmerzhaft“. Sie hatte auch einen sardonischen Sinn für Humor, der oft auf dem Missverhältnis beruht zwischen der begrenzten Wahrnehmung ihrer Charaktere und dem schrecklichen Schicksal, das sie erwartet. Ihren Humor nährt häufig auch der Versuch wohlmeinender Liberaler, auf ihre Weise mit dem ländlichen Süden zurechtzukommen. O’Connor benutzt die Unfähigkeit ihrer Charaktere, frei von sentimentalen Illusionen mit Behinderung, Rassismus, Armut und Fundamentalismus zurechtzukommen, als ein Beispiel für das Versagen der gottfernen Welt im zwanzigsten Jahrhundert.
In einigen Geschichten erforschte O’Connor einige der heikelsten zeitgenössischen Fragen, auf die ihre liberalen oder fundamentalistischen Figuren stoßen konnten.
Mit dem Holocaust befasste sie sich in ihrer berühmten Geschichte The Displaced Person, mit Rassenintegration in Everything that Rises Must Converge. In O’Connors Werken ging es, je älter sie wurde, immer öfter um Rassenprobleme. Ihre letzte Geschichte Judgement Day (Das jüngste Gericht) gibt eine drastisch veränderte Version ihrer allerersten Geschichte mit dem Titel The Geranium (Die Geranie).
Mehr als zehn Jahre lang erhielt ihre beste Freundin, Betty Hester, jede Woche einen Brief von O’Connor. Vor allem aus diesen Briefen besteht die Korrespondenz, die in The Habit of Being gesammelt ist, einer Auswahl von O’Connors Briefen, herausgegeben von Sally Fitzgerald. Die öffentlichkeitsscheue Hester bekam das Pseudonym „A.“ und ihre Identität wurde erst bekannt, als sie sich im Jahre 1998 im Alter von 75 Jahren das Leben nahm. Viele von O’Connors bekanntesten Schriften über Religion, Schreiben und den Süden sind in diesen und anderen Briefen enthalten. Die vollständige Sammlung der nicht herausgegebenen Briefe der beiden wurde am 12. Mai 2007 von der Emory University veröffentlicht; die Briefe wurden der Universität 1987 übergeben mit der Maßgabe, sie erst nach 20 Jahren zu veröffentlichen. Betty war lesbisch, so dass Emorys Steve Enniss spekuliert, dass sie aus diesem Grunde die Briefe vor der Öffentlichkeit verbergen wollte. Die enthüllten Briefe enthalten nicht gerade schmeichelhafte Bemerkungen über O’Connors Freund William Sessions und die Werke anderer Südstaatenschriftsteller.
Obwohl Flannery O’Connor in ihrer relativ kurzen Schaffensphase kein sehr umfangreiches Werk hinterließ, wird sie neben Katherine Anne Porter, Eudora Welty und Carson McCullers in der amerikanischen Literaturgeschichte zu den bedeutenden Erzählerinnen der Südstaaten gerechnet, die in der Nachfolge Faulkners stehen. Ungewöhnlicherweise fand sie, die betont katholische Erzählerin, auch bei denjenigen Kritikern fast ausnahmslos uneingeschränkte Anerkennung, die ihre theologischen oder religiösen Ansichten nicht teilten. Zu den Lesern O’Connors gehörte auch Kenzaburo Oe.
Der Flannery O’Connor Award for Short Fiction, benannt zu Ehren von O’Connor, ist ein Preis, der jedes Jahr für eine hervorragende Sammlung von Kurzgeschichten vergeben wird.

## Werke (Auswahl)
Werke in deutschen Übersetzungen
- Ein Kreis im Feuer, gebundene Ausgabe 1961, übertragen von Elisabeth Schnack, Claassen Verlag
- Das brennende Wort, Roman (Originaltitel: The Violent Bear It Away) gebundene Ausgabe München 1962, Übersetzt von Leonore Germann, Hanser Verlag
- Ein Kreis im Feuer, broschiert 1967, Rowohlt Verlag
- Ein Herz aus Feuer, Roman (Originaltitel: The Violent Bear It Away) Benziger Verlag, 1972
- Die Weisheit des Blutes: Roman (Originaltitel: Wise Blood), gebundene Ausgabe, Rogner & Bernhard 1982, Übersetzt von Eva Bornemann
- Die Gewalt tun, Roman (Originaltitel: The Violent Bear It Away) Taschenbuch, Diogenes Verlag, 1987

Sammlungen mit Kurzgeschichten
- Am Abgrund des Todes – Die besten Mordgeschichten, Margot Drewes (Auswahl), Mosaik Verlag Hamburg o. J.
- Amerikanische Erzähler. Von F.Scott Fitzgerald bis William Goyen. Hrsg. und übersetzt von Elisabeth Schnack, Zürich 1957, Manesse Verlag
- Exkursionen. Erzählungen unserer Zeit. Hrsg. und übersetzt von Leonore Germann, München 1964, Hanser Verlag
- Moderne Erzähler in Ost und West. 1966, Goldmanns Gelbe Taschenbücher
- Moderne amerikanische Prosa. Hrsg. und übersetzt von Hans Petersen, Berlin (DDR) 1967, Verlag Volk und Welt
- Der Baum mit den bitteren Feigen. Erzählungen aus dem Süden der USA. Ausgewählt und übertragen von Elisabeth Schnack, Zürich, Diogenes 1979
- Die Lahmen werden die ersten sein: Erzählungen, Taschenbuch, Diogenes Verlag, 1987 (mit einer Einführung von Robert Fitzgerald)
- Keiner Menschenseele kann man noch trauen. Storys. Aus dem amerikanischen Englisch neu übersetzt von Anna Leube und Dietrich Leube. Arche Literatur Verlag, Zürich-Hamburg 2018, ISBN 978-3-7160-2769-1.[5]

Werke im Original:
- Wise Blood, 1952
- The Life You Save May Be Your Own, 1953
- A Good Man is Hard to Find, 1955
- The Violent Bear It Away, 1960
- A Memoir of Mary Ann (Herausgeberin und Autorin der Einleitung), 1962
- Everything That Rises Must Converge, 1965
- Mystery and Manners: Occasional Prose, herausgegeben von Sally Fitzgerald und Robert Fitzgerald, 1969
- The Habit of Being: Letters, herausgegeben von Sally Fitzgerald, 1979
- The Presence of Grace and Other Book Reviews, herausgegeben von Carter W. Martin, 1983

Unvollendete Werke:
- Es existieren Fragmente eines unvollendeten Romans mit dem vorläufigen Titel Why Do the Heathen Rage? (Warum sind die Heiden wütend?), der Material aus einigen ihrer Kurzgeschichten verwendet wie „Why Do the Heathen Rage?“ „The Enduring Chill“, und „The Partridge Festival“.

## Verfilmungen
- 1979: Die Weisheit des Blutes (Wise Blood), Regie: John Huston.
- 2023: Wildcat, Regie: Ethan Hawke, Filmbiografie über Leben und Werk von Flannery O’Connor mit Maya Hawke